# François d'Amboise de Chaumont
François d'Amboise de Chaumont (né au Château de Chaumont-sur-Loire vers 1470, et décédé vers 1500), était le fils aîné de Charles Ier d'Amboise, chambellan, et favori de Louis XI. Très jeune, il renonça à son droit d'aînesse, en faveur de son frère cadet Charles II d'Amboise de Chaumont, contre une pension de six mille livres. (Réf: père Anselme). De tous les biens de son père, il ne conserva que le château et la seigneurie de Vandœuvre sur Barse, dans l'Aube.
Il fut prieur de l'Ordre de Saint-Lazare de Jérusalem, et élu Grand-Maître de l'ordre en 1493. Les archives de l'abbaye de Cluny possède encore de nos jours le document original concernant son élection. Son magistère ne fut pas très long. Il se reposa pour la conduite de ses affaires sur Bertrand des Ruaux, commandeur de Saint-Thomas, qu'il avait nommé son procureur général. Après la mort de ce dernier, il nomma comme procureur général, le chevalier de Saint-Aignan et lui donna la commanderie de Fontenay-le-Comte.
Dans ses provisions datées du 8 juin 1498, François d'Amboise est qualifié de "Maître général de tout l'Ordre et Milice de Saint-Lazare de Jérusalem, au-delà et en deçà de la mer".
En 1499, le roi Louis XII lui fit expédier de Montils, (près Blois), des lettres patentes dans lesquelles il confirmait tous les privilèges accordés à l'Ordre.
On ne connait pas précisément la date de la mort de François d'Amboise mais on peut raisonnablement avancer qu'il fut inhumé, comme son père et son frère, dans l'église des cordeliers d'Amboise, au tout début de l'année 1500. (Un dessin de Gaignières le représente sur un vitrail qui se trouvait derrière de chœur de cette église).